# Revolta berber del Valiat d'Al-Àndalus
La revolta amaziga del valiat de l'Àndalus fou una revolta de les tropes amazigues que va tenir lloc a l'Àndalus omeia entre 742 i 743. L'evolució de la revolta amaziga del valiat d'Ifríqiya va impulsar la revolta dels amazics de la península Ibèrica. Malgrat la derrota en la batalla de Badkura, Balj ibn Bixr al-Quxayrí va aconseguir retirar-se amb 7.000 soldats cap a Ceuta, on va ser assetjat pels amazics, fins que el valí de l'Àndalus, Abd-al-Màlik ibn Qàtan al-Fihrí, el va fer passar a Hispània per tal de lluitar contra els amazics revoltats a la península, un cop signat un document pel qual es comprometia a sortir d'Hispània una vegada reprimida la revolta.
Les tropes rebels dels amazics a Hispània s'havien dividit en tres contingents i Balj els va atacar per separat: el primer grup fou derrotat prop de Medina-Sidonia, el segon grup prop de Còrdova i el tercer grup, el més nombrós, que estava assetjant Toledo, fou derrotat en la batalla de Wadi Salit (Guadalete), un afluent de la riba esquerra del Tajo. Aleshores, Abd-al-Màlik ibn Qàtan va intentar que els sirians sortissin d'Hispània, però en intentar embarcar-los per dur-los de nou a Ceuta, els sirians es van revoltar a Còrdova, van expulsar el valí del seu palau i van proclamar Balj nou valí.

## Motius de la Revolta
- Situació incòmoda dels amazics: no eren partidaris d'una política expansionista.
- Quedar-se tot el botí, sense pagar el cinquè que obliga l'islam.
- Cobrar la jisya: l'impost especial que paguen els “infidels”.
- Identificació tribal dels amazics, a més de les diferències religioses i ètniques.
- En general, els àrabs intentaven mantenir els amazics en una posició secundària i políticament irrellevant.

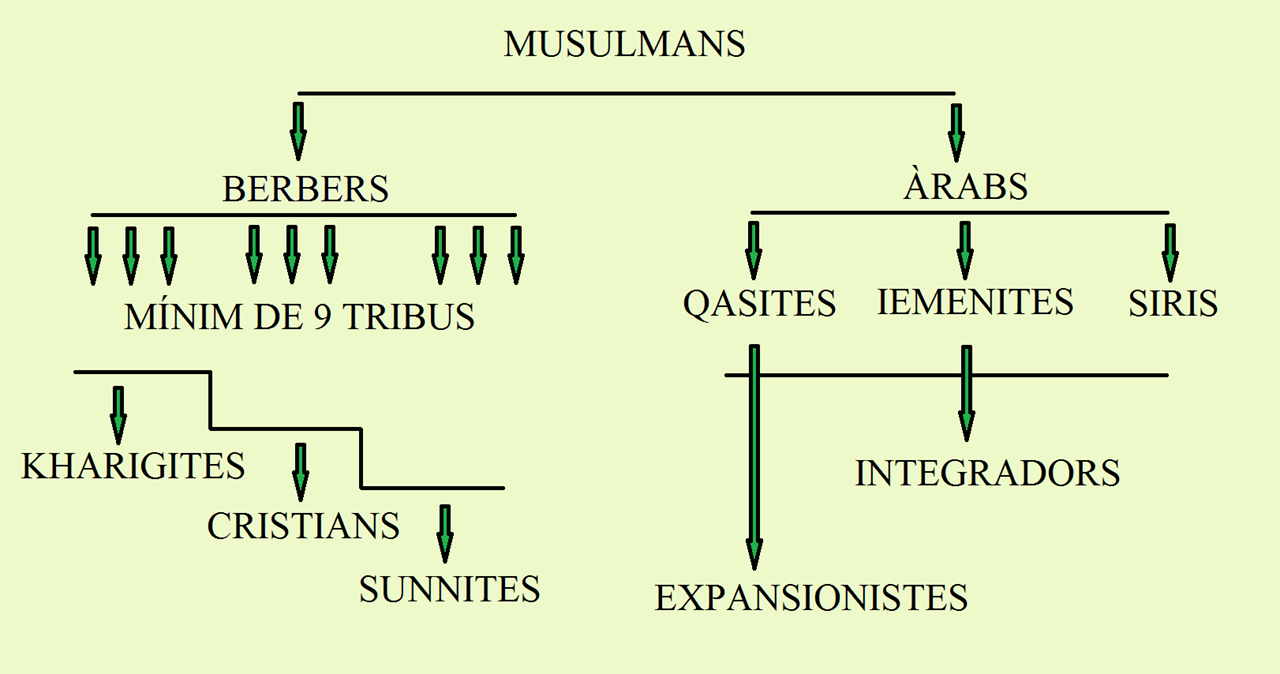
Revolta amaziga a Hispània (742). Divisions dels grups enfrontats.

## Balj ibn Bixr al-Quxayrí (742)
Balj ibn Bixr al-Quxayrí va manar que matessin el seu predecessor. La seua política partidista i cruel el va enfrontar als àrabs baladís, als quals va vèncer (agost del 742) en la batalla d'Aqua Portora. Tot i que el resultat de l'enfrontament va ser favorable als sirians, Balj va morir el mateix any a causa de les ferides sofertes en la batalla de Qúrtuba, que el va enfrontar a les tropes aixecades per Abd-ar-Rahman ibn Àlqama, per la qual cosa les seues tropes van nomenar nou valí un altre general sirià, Thalaba ibn Salama al-Amilí.

## Thalaba ibn Salama al-Amilí (742-743)
Thalaba ibn Salama al-Amilí va succeir com a valí de l'Àndalus Balj ibn Bixr. Va vèncer la coalició d'amazics i àrabs baladís en la batalla de Mèrida i va intentar vendre els vençuts com a esclaus a Qurtuba, però el califa al-Walid II li va reportar la seua immediata destitució i substitució per Abu-l-Khattar al-Hussam ibn Dirar.

## Abu-l-Khattar al-Hussam ibn Dirar al-Kalbí
Abu-l-Khattar al-Hussam ibn Dirar al-Kalbí fou nomenat valí en substitució de Thalaba ibn Salama. Va arribar des d'Ifríqiya i va portar una política interior absolutament diferent de la del seu antecessor, destinada a pacificar l'Àndalus de la rebel·lió amaziga: alliberament dels presoners, amnistia dels revoltats i assentament de les tropes sirianes entrades a l'Àndalus durant el valiat d'Abd-al-Màlik ibn Qàtan. Aconsellat per Ardabast, fill d'Àquila II, les tropes sirianes foren establertes en feus a canvi de l'obligació de prestar serveis militars quan els fossin requerits. Mantenint la seva organització interna segons els districtes administratius sirians o junds, el jund de Damasc es va instal·lar a la cora d'Elvira; el jund del Jordà, a la cora de Rayya, amb capital a Archidona; el jund de Palestina, a la cora de Sidonia; el jund d'Homs, a les cores de Sevilla i Niebla; el jund de Qinnasrín, a la cora de Jayyan; i el jund d'Egipte, a les cores d'Ocsonoba, amb capital a Silves, i Tudmir, amb capital a Múrcia.